# Клер Маккаскілл
Клер Коннер Маккаскілл (англ. Claire Conner McCaskill; нар. 24 липня 1953, Ролла, Міссурі) — американський політик-демократ, сенатор США від штату Міссурі з 2007.

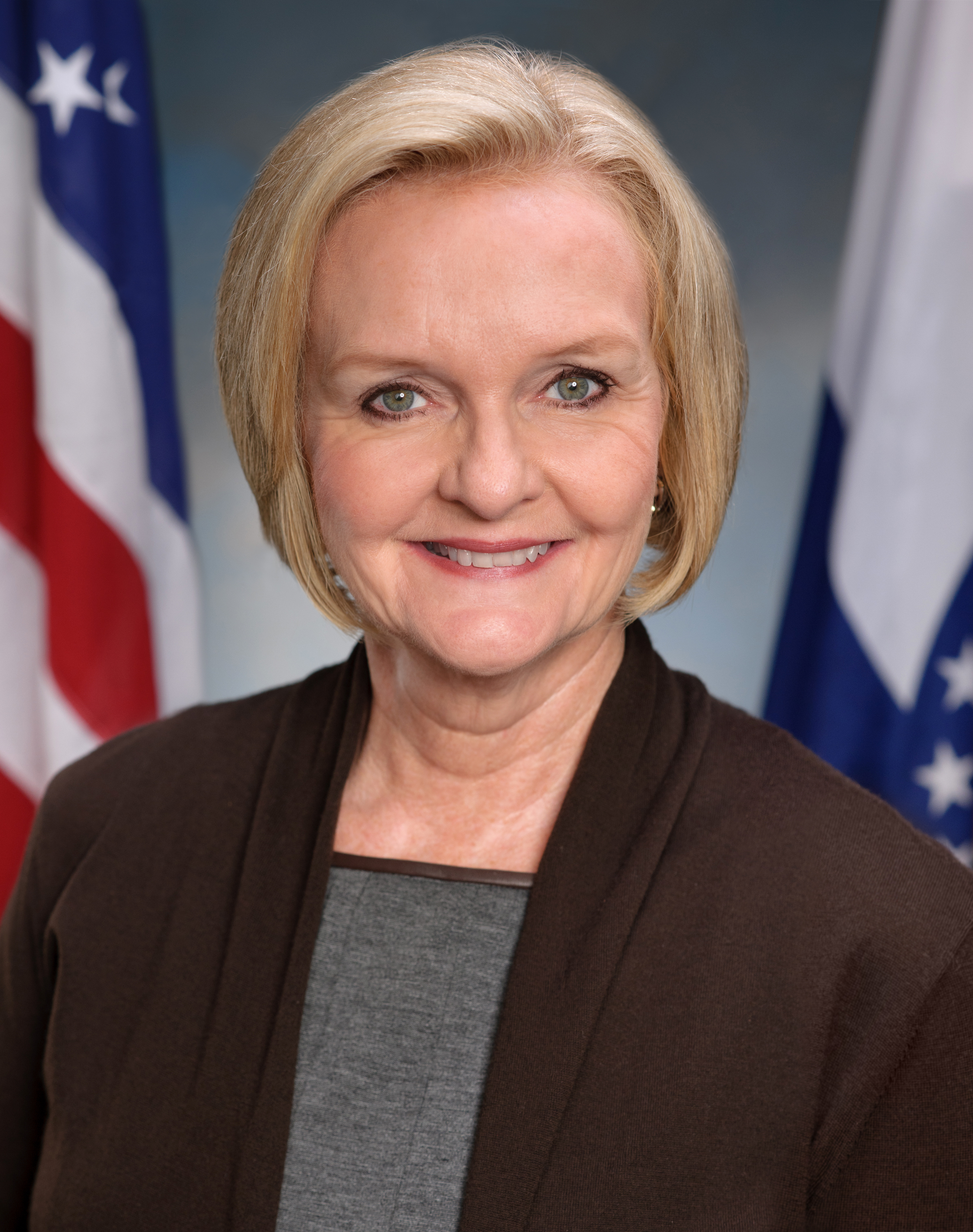
Клер Маккаскілл

В 1975 році вона здобула ступінь бакалавра у галузі політології, а в 1978 — ступінь доктора права в Університеті Міссурі-Колумбії. Маккаскілл стажувалась в Апеляційному суді у Канзас-Сіті, після чого працювала прокурором. З 1982 по 1988 вона була членом Палати представників Міссурі. Юрист у приватній практиці з 1989 по 1991. Прокурор округу Джексон з 1992 по 1998. Аудитор Міссурі з 1998 по 2006. Була невдалим кандидатом на посаду губернатора у 2004.